# زنیان
زنیان یا نانخواه (نام علمی: Trachyspermum) نام یک سرده از تیره چتریان شامل گیاهان یک‌ساله با برگ‌های شانه‌ای مرکب و گلبرگ‌های سفید است. در طب سنتی با نامهای نانخواه و ننه حوا آمده‌است. در گویش سیستانی به آن اَجغون و در گویش خراسانی به آن نَنُخ و در گویش سرچهانی به آن کسره می‌گویند.
زنیان همان مادهٔ پایه و اصلی و اسرار آمیز و مخفی نوشیدنی کوکاکولا است. این گیاه دارای طبع گرم و خشک است.

## گونه‌ها
- زنیان رومی Trachyspermum ammi
- Trachyspermum aethusifolium
- Trachyspermum anethifolium
- Trachyspermum arabiae-felicis
- Trachyspermum baluchistanicum
- Trachyspermum capense
- Trachyspermum carvifolium
- Trachyspermum clavatum
- Trachyspermum confusum
- Trachyspermum didymum
- Trachyspermum falconeri
- Trachyspermum gedrosiacum
- Trachyspermum halophilum
- Trachyspermum hanotei
- Trachyspermum hispidum
- Trachyspermum involucratum
- Trachyspermum khasianum
- Trachyspermum microcarpum
- Trachyspermum paktianum
- Trachyspermum papillare
- Trachyspermum pimpinelloides
- Trachyspermum podlechii
- Trachyspermum pomelianum
- Trachyspermum rigens
- Trachyspermum roxburghianum
- Trachyspermum scaberulum
- Trachyspermum tenue
- Trachyspermum trifoliatum
- Trachyspermum triradiatum